# Darjeeling tea
A Dardzsiling teát (eredeti, angol írásmód: Darjeeling) hagyományosan többre értékelték a többi fekete teánál, főleg az Egyesült Királyságban és a korábban a Brit Birodalomhoz tartozó országokban.  A tea India keleti területéről, Nyugat-Bengálból származik, Dardzsilingből. Az itt termesztett teák többségéből fekete teát készítenek, de egyre gyakoribb a Dardzsiling oolong és zöld tea is.

## Változatai
- Első szedés: március közepén, a tavaszi esőzések után szüretelik, színe világos, aromája lágy
- Második szedés: júniusban szedik, színe borostyános, enyhe muskotályra hasonlító mellékíze van
- Őszi szedés: az esős évszak után, ősszel szüretelik, íze némileg enyhébb és kevésbé fűszeres hatású